# 巽理絵
巽　理絵（たつみ　りえ、11月3日 -）は、日本の女性声優。兵庫県西宮市出身。血液型はB型。現在はフリー。勝田声優学院（21期生）、劇団21世紀FOX研修所（7期生）。

## 出演作品

### OVA
- アニメ★くままごと（こぐま）

### ドラマCD
- バスターポリス 龍虎激突!（ゴールドクイーン）

### ラジオ

#### Webラジオ
- 談話室オヤカタ（2005年7月〜） - 池田憲章と大沼弘幸によるトーク番組でアシスタント役。
- つボイ楽耳王（アシスタント：2005年8月〜）
- ラジオ劇場HXLアワー（メインパーソナリティー、レーダちゃん役）
- がんばれ!スガーズ - 貴日ワタリと春日太一によるトーク番組でアシスタント役（ディレクターは大沼弘幸）。

### ラジオドラマ
- 私立探偵・イケメンデカ（FM世田谷） - OL役
- ニードル・アイ（ラジオ劇場HXLアワー） - メディコ・ヴォルフェン

### WEBドラマ
- WEBドラマ 探偵事務所5シリーズ・2ndシーズン
  - スリット（看護婦）
  - 悲しみややがて溶けゆく雪となり（エキストラ）

### 音声ドラマ
- バスターポリス 龍虎激突!（ゴールドクイーン、ナレーション）
- 彼女らは雪の迷宮に（富村美千恵役、ナレーション）
- 電波少女怪人レーダちゃん（電波少女怪人レーダちゃん）
- 音声ドラマ予告 ニードルアイ（ナレーション）

### 映画
- ギララの逆襲 洞爺湖サミット危機一発（エキストラ）
- THE CODE/暗号（エキストラ）

### 舞台
- 劇団21世紀FOX研修所修了公演「夜空のムコウミズ」（母、オペレーター1）
- 酔芙蓉の花（セツ）
- 朗読劇 妖奇城の秘密（裕也）
- 朗読劇 バスターポリス 龍虎激突!（ゴールドクイーン）

### イベント
- ライブイベント「元氣です!あそびにおいでよ」ユニットBijoux（ビジュー）として出演
- イベント「VOICE☆（ボイスター）イベント作戦室」